# Ghiacciaio Lucchitta
Il ghiacciaio Lucchitta è un ghiacciaio lungo circa 37 km situato sulla costa di Eights, nella Terra di Ellsworth, in Antartide. Il ghiacciaio, il cui punto più alto si trova a circa 270 m s.l.m., fluisce verso sud discendendo dai monti Hudson fino a entrare nella baia Pine Island.

## Storia
Il ghiacciaio Lucchitta è stato così battezzato dal Comitato consultivo dei nomi antartici in onore del geologo dello United States Geological Survey Baerbel K. Lucchitta, specialista nell'utilizzo di immagini satellitari per la realizzazione di studi geologici e glaciologici dai primi anni ottanta ai primi anni duemila, nonché pioniere nell'utilizzo di tali immagini per il calcolo delle velocità di scorrimento dei ghiacciai antartici.